# Pontos extremos da Grécia
Esta é a lista dos Pontos extremos da Grécia, onde são consideradas as localidades mais a norte, sul, leste e oeste:

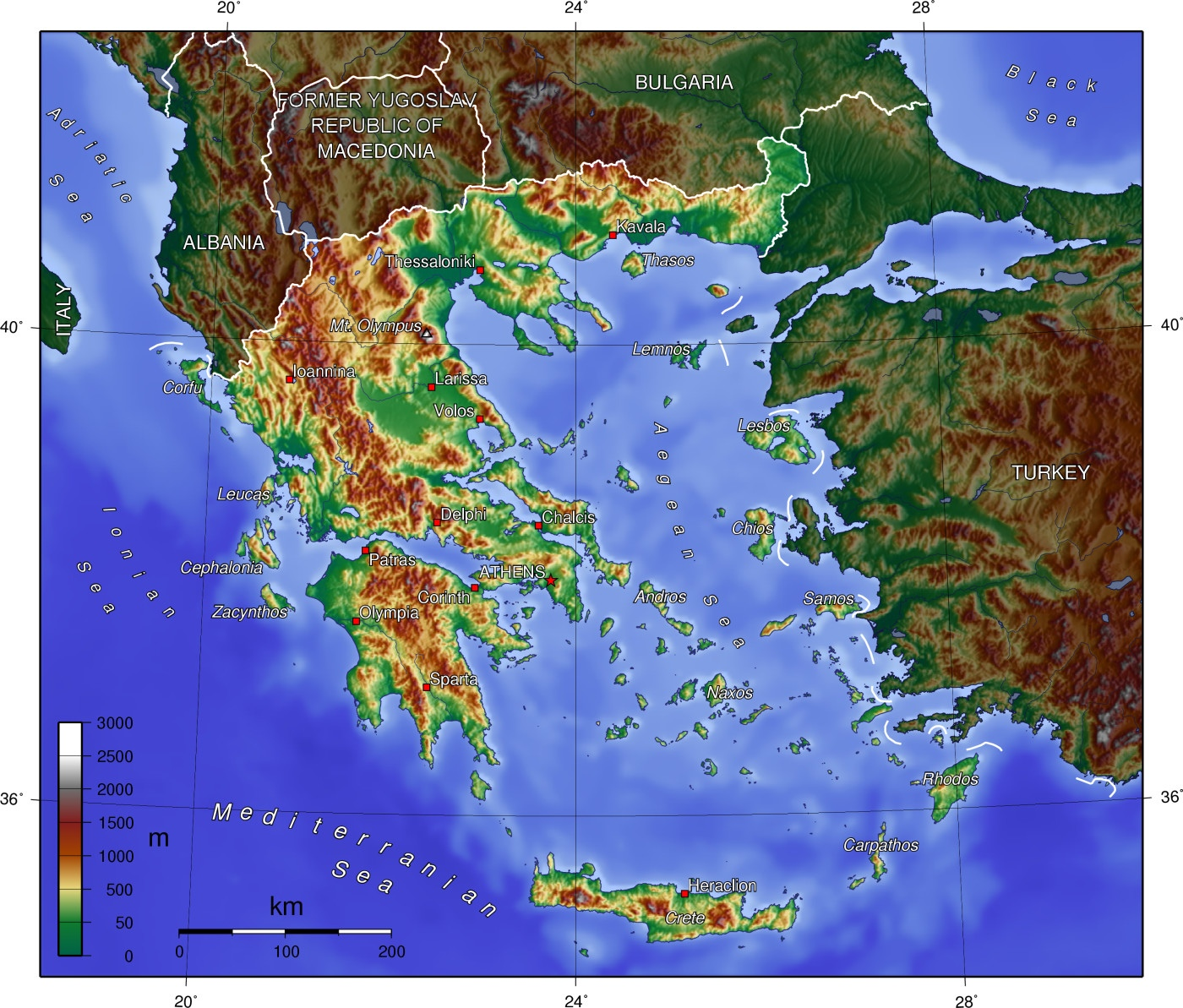
Mapa topográfico da Grécia

## Grécia Continental
- Ponto mais setentrional: Orménio, Evros (41°44'N)
- Ponto mais meridional: Cabo Tênaro (também Capo Matapão), no Peloponeso (36°23'N)
- Ponto mais ocidental: Sagiada, Tesprócia, Epiro (19°59'E)
- Ponto mais oriental: Petalies, leste de Pythio, Evros

## Território grego, incluindo as ilhas
- Ponto mais setentrional: Orménio, Evros (41°44'N)
- Ponto mais meridional: Gavdos (34°49'N)
- Ponto mais ocidental: Othonoi, (19°23'E)
- Ponto mais oriental: Ilha de Strongyli, no arquipélago de Megisti (29°38'30E)

## Elevações
- Ponto mais alto: Monte Olimpo, 2917 m
- Ponto mais baixo: mar Egeu e mar Jónico, 0 m